# Platypalpus xanthopus
Platypalpus xanthopus är en tvåvingeart som först beskrevs av Mario Bezzi 1914.  Platypalpus xanthopus ingår i släktet Platypalpus och familjen puckeldansflugor.
Artens utbredningsområde är Taiwan. Inga underarter finns listade i Catalogue of Life.